# Teroristický útok v Londýně 2019
K teroristickému útoku na London Bridge v Londýně došlo 29. listopadu 2019. Během útoku zemřeli dva lidé, útočník byl zadržen kolemjdoucími a po příjezdu policie byl zastřelen.

## Průběh útoku
Usman Khan zahájil útok okolo 14.00 místního času (15.00 SEČ) v restauraci Fishmonger’s Hall, kde se účastnil semináře pořádaného kriminologickým oddělením univerzity v Cambridge, který měl pomoci pachatelům trestných činů znovu se začlenit do společnosti po propuštění z vězení. Zranil několik lidí, na sobě měl falešnou sebevražednou vestu a hrozil, že budovu vyhodí do vzduchu. Později utekl z restaurace na London Bridge, zde zranil několik dalších lidí, než byl znehybněn a odzbrojen kolemjdoucími. Po příjezdu policie byl zastřelen.

## Útočník
Útočníkem byl 28letý Usman Khan. Jeho rodina pocházela z Pákistánu, on sám se narodil ve městě Stoke-on-Trent, kde také žil. V roce 2012 byl odsouzen na osm let za plánování bombových útoků. Podle deníku The Guardian ho soudce tehdy označil za „velmi nebezpečného džihádistu“. V roce 2018 byl předčasně propuštěn. Podle britských médií měl elektronický náramek.
K londýnskému útoku se později prostřednictvím své informační agentury Amaq přihlásila teroristická organizace Islámský stát. Neposkytla však žádné důkazy.

## „Hrdinové z London Bridge“
Útočník byl zastaven skupinou náhodných kolemjdoucích, kteří ho na mostě znehybnili a odzbrojili. Odvahu těchto lidí ocenili i nejvyšší politici, jako Boris Johnson, Alžběta II. nebo starosta Londýna Sadiq Khan.
- Lukasz Koczocik, polský kuchař, který proti útočníkovi použil roh narvala, který strhl ze zdi ve Fishmonger’s Hall.[6] Polský ministr spravedlnosti Zbigniew Ziobro po útoku oznámil, že navrhne Lukaszovi udělení státního vyznamenání.[7][8]
- James Ford, který byl v roce 2004 odsouzen na doživotí za vraždu 21leté mentálně postižené dívky. V den útoku byl z vězení po 15 letech propuštěn.[6][3]
- Paul Crowther, policista v civilu, který Khanovi sebral nůž[6]
- Thomas Gray[6]
- a další

## Oběti
Na následky zranění zemřeli Jack Merritt (25) a Saskia Jones (23). Oba byli absolventi Cambridge a pomáhali vytvářet rehabilitační program pro vězně Learning Together, do něhož byl zapojen i Usman Khan.